# Embraer Lineage 1000
Embraer Lineage 1000 je poslovna različica regionalnega potniškega letala Embraer 190. Program so oznanili 2. maja 2006. Lineage 1000 ima kapaciteto 19 potnikov in dolet okrog 8300 kilometrov. Letalo je zasnovano na podlagi Embraerja 190, ima pa v spodnjem prostoru dodatne rezervoarje za gorivo, ki mu omogočajo skoraj dvakrat večji dolet v primerjavi s potniško verzijo. 
Lineage je eno izmed večjih poslovnih letal, konkurenčni letali sta Boeing 737 BBJ in Airbus A319CJ in tudi slednja dva sta predelani potniški letali.

## Specifikacije
Splošne značilnosti
- Posadka: 2 pilota + 1 stevardesa (opcijsko)
- Število sedežev: 19 potnikov
- Dolžina: 36,24 m (118 ft 11 in)
- Razpon kril: 28,72 m (94 ft 3 in)
- Višina: 10,28 m (33 ft 9 in)
- Maks. vzletna teža: 55.000 kg (121.254 lb)
- Pogon letala: 2 × General Electric CF34-10E turbofan, 82,3 kN (18.500 lbf) potisk motorjev  vsak

Zmogljivost
- Maks. hitrost: 890 km/h (553 mph; 481 kn)
- Maks. hitrost: Mach 0,83
- Doseg: 8.334 km; 5.179 mi (4.500 nmi)
- Višina leta: 12.496 m (40.997 ft)
- Razmerje potisk/teža: 0,41:1